# Carex
Carex là một chi thực vật gồm khoảng 2.000 loài trong họ Cyperaceae, cói.

## Mô tả
Tất cả các loài torng chi Carex là cây lâu hàng năm, mặc dù một vài loài như C. bebbii và C. viridula có thể cho trái năm đầu tiên, và không sống lâu hơn.

## Phân bố
Các loài trong chi Carex được tìm thấy trên toàn cầu, mặc dù có vài loài ở đất thấp vùng nhiệt đới, và tương đối ít loài ở vùng cận Saharan châu Phi. Hầu hết chúng được tìm thấy ở các vùng đất ngập nước như đầm lầy, đất than bùn, bờ sông và hồ, thậm chí ở mương. Chúng là một trong những nhóm thực vật chiếm ưu thế ở vùng bắc Cực và alpine tundra, và các môi trường đất ngập nước với độ sâu lên đến 50 cm (20 in).